# Alberto Alberani
Alberto Alberani   (Florència, 22 de maig de 1947) és un waterpolista italià que va competir durant les dècades de 1960 i 1970. Jugava de porter, considerat un dels millors del seu moment.
Durant la seva carrera esportiva va prendre part en quatre edicions dels Jocs Olímpics d'Estiu, el 1968, 1972, 1976, 1980. El millor èxit el va aconseguir als Jocs de Montreal de 1976, on guanyà la medalla de plata. També destaca una quarta posició als Jocs de Ciutat de Mèxic de 1968.
En el seu palmarès també destaquen dues medalles al Campionat del món de waterpolo, d'or el 1978 i de bronze el 1975. Amb la selecció italiana jugà 211 partits internacionals.
A nivell de clubs jugà al Pro Recco, amb qui guanyà nou edicions de la lliga italiana.